# Бенч, Ольга Григорьевна
Ольга Григорьевна Бенч (род. 14 марта 1955 года, Гутиско Бережанского района Тернопольской области) — украинский дирижёр, музыковед, кандидат искусствоведения (1990), профессор. Заслуженный деятель искусств Украины (1998), Народная артистка Украины (2010). Генеральный консул Украины в Пряшеве (Словакия) (2010—2015).

## Биография
Ольга Григорьевна Бенч родилась 14 марта 1955 года в селе Гутиско Бережанского района Тернопольской области. Училась в школе. Музыкальное образование получила во Львовской национальной музыкальной академии имени Н. В. Лысенко по классу педагога Ю. Луцевой), где училась с 1976 по 1984 год. Продолжила образование с 1984 по 1987 год в аспирантуре Национальной музыкальной академии Украины имени П. И. Чайковского.
По окончании учёбы с 1981 по 1984 год работала преподавателем Харьковского государственного института культуры, в 1987—2005 годах — доцент, потом профессор Киевской государственной консерватории имени П. И. Чайковского.
В 2005—2010 годах была заместителем Министра культуры и туризма Украины, с 2010 по 2015 год — Генеральный консул Украины в Пряшеве (Словакия).
Область научных интересов: украинское хоровое пение, биографии музыкантов.

## Награды и звания
- Народная артистка Украины (2010);
- Заслуженный деятель искусств Украины (1998);
- Почётная грамота Кабинета Министров Украины (1999)[1];
- Орден Святого Николая Чудотворца III степени (2005);
- Орден Королевы Анны Ярославны (2008);
- Лауреат премии им. Н. В. Лысенко за научную деятельность (2008);
- Лауреат премии Национального всеукраинского музыкального союза (2008).